# Joshua Dallas
Joshua Paul Dallas (født 18. december 1978) er en amerikansk skuespiller. Han er bedst kendt for sine roller som Prince Charming/David Nolan i ABC-tv-serien Once Upon a Time og som Fandral i Marvel Comics-filmatisering Thor.

## Filmografi

### Film
| År   | Titel              | Rolle                  | Noter      |
| ---- | ------------------ | ---------------------- | ---------- |
| 2008 | 80 Minutes         | Floyd                  |            |
| 2009 | The Boxer          | Ben                    |            |
| 2009 | The Descent Part 2 | Greg                   |            |
| 2009 | Ghost Machine      | Bragg                  | Voice role |
| 2011 | Thor               | Fandral                |            |
| 2012 | Red Tails          | Ryan Fling             |            |
| 2016 | Sidekick           | James / Captain Strong | Short film |
| 2016 | Zootopia           | Frantic Pig            | Voice role |

### Tv
| År      | Titel                            | Rolle                                              | Noter |
| ------- | -------------------------------- | -------------------------------------------------- | --- |
| 2006    | Ultimate Force                   | Weaver                                             | Episode: "The Dividing Line" |
| 2008    | Doctor Who                       | Node 2                                             | Episode: "Silence in the Library" |
| 2009    | The Last Days of Lehman Brothers | Ace                                                | Television film |
| 2010    | Money                            | Spunk Davies                                       | 2 episodes |
| 2010    | Hawaii Five-0                    | Ben Bass                                           | Episode: "Ko'olauloa" |
| 2011    | CSI: Crime Scene Investigation   | Kip Woodman                                        | Episode: "Targets of Obsession" |
| 2011    | Five                             | Henry                                              | Television film |
| 2011–18 | Once Upon a Time                 | Prince Charming/ Sheriff David Nolan, Prince James | Main cast (seasons 1–6), Special guest star (season 7); 135 episodes Nominated – Teen Choice Award for Choice TV Breakout Performance, Male (2012) Nominated – Teen Choice Award for Choice TV Actor, Fantasy/Sci-Fi (2014) Nominated – People's Choice Award for Favorite TV Duo (shared with Ginnifer Goodwin) |
| 2018–23 | Manifest                         | Ben Stone                                          | Main Role (62 episodes) Also Directed episode "Romeo" |